# Списък с епизоди на „Миранда“
Миранда е британски ситком, създаден от английската комедиантка Миранда Харт. Сериалът бе излъчен за първи път по BBC Two на 9 ноември 2009. Сериалът е базиран на автобиографията на Харт.

## Сезони и епизоди
| Сезон | Сезон | Епизоди | Излъчване        | Излъчване        |
| Сезон | Сезон | Епизоди | Премиера         | Финал            |
| ----- | ----- | ------- | ---------------- | ---------------- |
|       | 1     | 6       | 9 ноември 2009   | 14 декември 2009 |
|       | 2     | 6       | 15 ноември 2010  | 20 декември 2010 |
|       | 3     | 6       | 26 декември 2012 | 28 януари 2013   |

## Епизоди

### Сезон 1 (2009)
| № | # | Заглавие             | Режисура    | Сценарий                                 | Първо излъчване  | Първо излъчване  | Рейтинг (в милиони) |
| --- | - | -------------------- | ----------- | ---------------------------------------- | ---------------- | ---------------- | ------------------- |
| 01 | 1 | "Date (Среща)"       | Джулиет Мей | Миранда Харт                             | 9 ноември 2009   | 9 ноември 2009   | 2.63                |
| След като отива в ресторант за срещата си с Тили и Фани, Миранда се среща със свой стар приятел, Гари, който работи като главен готвач. Той ѝ предлага да излязат да пийнат по нещо. Развълнувана за първата ѝ истинска среща тя отива да си купи нов тоалет, но я бъркат за травестит. След като срещата свършва разочарователно, те се съгласяват да излязат още веднъж. Миранда отива на пазар с Тили и Фани, които търсят сватбени рокли и те я карат да мери една рокля. Гари и майка ѝ митават покрай магазина и я виждат през витрината; Пени припада, а Миранда преследва Гари по улицата, за да му обясни, че не е отчаяна.          |   |                      |             |                                          |                  |                  |                     |
| 02 | 2 | "Teacher (Учителят)" | Джулиет Мей | Миранда Харт и Ричърд Хърст              | 16 ноември 2009  | 16 ноември 2009  | 2.76                |
| След като Миранда се съгласява да бъде „резервната жена“ на Гари, тя решава да създаде спонтанен романтичен момент с него, за да може той да я види в различна светлина. Стиви я кара да се присъедини към курс по френски език, за да ѝ помогне да се почувства по-изискана и страстна. Миранда отива, но открива, че ръководител на класа е старият ѝ учител г-н Клейтън. На тръгване минава през курс по танго и кани Гари да отиде с нея. Те отиват, но „моментът“ се разваля след разногласия. Следващата вечер Гари ѝ дава уроци по готвене, но следващия „момент“ е отново провален.                                                   |   |                      |             |                                          |                  |                  |                     |
| 03 | 3 | "Job (Работа)"       | Джулиет Мей | Миранда Харт и Джеймс Кари               | 23 ноември 2009  | 23 ноември 2009  | 2.61                |
| След като никога не е имала „кариера“ майката на Миранда, Пени е разочарована, че дъщеря ѝ няма подходяща работа. Повишението на Тили кара Пени да ѝ кажа, че Миранда има нова работа в телевизията и Миранда решава да докаже на майка си, че може да си намери добра работа. След като си намира работа в офис, Миранда бива уволнена. Тя става сервитьорка в ресторанта на Гари. След като Тили я вижда да разнася поръчките Пени обявява, че е във въоръжените сили; тогава Гари се появява в униформа на кадет и отвежда Миранда на ръце.                                                                                                |   |                      |             |                                          |                  |                  |                     |
| 04 | 4 | "Holiday (Почивка)"  | Джулиет Мей | Миранда Харт, Джеймс Кари и Ричард Хърст | 30 ноември 2009  | 30 ноември 2009  | 3.14                |
| След като нов клиент кара Миранда да разбере, че не е яка, но е свободна и необвързана, тя спонтанно решава да отиде на почивка в Тайланд за няколко дена. За да си спести тревогите, тя резервира стая в хотел близо до дома си. Наслаждава се на престоя си в хотел и се сприятелява с Джейсън и Колин – организатор на конференции. След като се промъква в магазина си, без да иска наема конвой, напива се след парти, преструвайки се, че е говорител на семинар, Пени, Клайв, Гари и Стиви разбират истината за тази почивка. Истинският говорител на семинара се появява и се вижда, че това е клиентът, който бе в магазина по-рано. |   |                      |             |                                          |                  |                  |                     |
| 05 | 5 | "Excuse (Извинние)"  | Джулиет Мей | Миранда Харт и Джеймс Кари               | 7 декември 2009  | 7 декември 2009  | 2.43                |
| След като е била на сватба Пени решава да организира парти с маски в стил Гордост и предразсъдъци, за да сватоса Миранда с Едмунд Детори. Тя не може да си намери извинение, но партито се отменя, когато Тили запознава Миранда с доктор от армията – Чарли. Срещата минава лошо, така че партито отново ще се състои. За да не бъде сватосана Миранда решава да каже на майка си, че е лесбийка, но партито не се отменя. На партито Миранда вижда Едмунд и обявява, че не е лесбийка, но след като се запознава с него не може да понася пискливия му глас.                                                                                |   |                      |             |                                          |                  |                  |                     |
| 06 | 6 | "Dog (Куче)"         | Джулиет Мей | Миранда Харт и Ричард Хърст              | 14 декември 2009 | 14 декември 2009 | 2.73                |
| След като мъж забравя портфейла си в магазина Миранда и Стиви се състезават по между си, за да видят кого ще предпочете да заведе на вечеря. За да докаже, че може да понесе социални ситуации, Миранда приема поканата за Регата Хенли с Тили и Фани, които я молят да не излагат тях и самата себе си. В това време на Гари му е предложена работа в Хонг Конг и Миранда се проваля в опитите си да му каже да остане. В прощалното му парти смяната на музиката прекъсва дискусията ѝ с Гари и той си тръгва незабележим. |   |                      |             |                                          |                  |                  |                     |

### Сезон 2 (2010)
| № | # | Заглавие                                     | Режисура    | Сценарий     | Първо излъчване  | Първо излъчване  | Рейтинг (в милиони) |
| --- | - | -------------------------------------------- | ----------- | ------------ | ---------------- | ---------------- | ------------------- |
| 07 | 1 | "The New Men (Новото ми Аз)"                 | Джулиет Мей | Миранда Харт | 15 ноември 2010  | 15 ноември 2010  | 3.19                |
| Миранда не се чувства добре след заминаването на Гари за Хонг Конг и Стиви я предумва да го преживее. Тя решава да стане нов човек и се среща с красивия нов главен готвач на ресторанта – Дани, който я кани на среща. Миранда прави няколко поразии в суши бар и Пени временно се нанася да живее при нея. По-късно Дани отива у тях, целува я на следващия ден в ресторанта точно когато Гари се връща. Като усеща, че се намира по средата на нещо, Дани си заминава.                            |   |                                              |             |              |                  |                  |                     |
| 08 | 2 | "Before I Die (Преди да умра)"               | Джулиет Мей | Миранда Харт | 22 ноември 2010  | 22 ноември 2010  | 3.37                |
| След като присъства на погребението на стар роднина Миранда започва да мисли за своята смърт. Приятелите на Гари – Крис и Алисън канят Миранда да бъде кръстница на нероденото им все още дете. Миранда се опитва да направи какво ли не за да ги разубеди, включително четенето на „зли“ книги на деца и удрянето на викария. Опитва се да прави и добри дела като скачане с парашут за благотворителност.                                                                                          |   |                                              |             |              |                  |                  |                     |
| 09 | 3 | "Let's Do It (Нека го направим)"             | Джулиет Мей | Миранда Харт | 29 ноември 2010  | 29 ноември 2010  | 4.01                |
| Стиви и Клайв решават, че на Миранда и Гари им е време да отидат на среща. По време на вечерята, която те им уреждат, Гари предлата да спят заедно и Миранда се съгласява. Въпреки това, решението им да бъдат спонтанни не върви добре. В това време Тили, която е заета да планира женитбата си с Рупърт, решава да сватоса дъщеря си с приятеля си Чарли. Рупърт е привлечен към Миранда и тя се опитва да намери начин да каже на Тили.                                                          |   |                                              |             |              |                  |                  |                     |
| 09 | 4 | "A New Low (Приятелката)"                    | Джулиет Мей | Миранда Харт | 6 декември 2010  | 6 декември 2010  | 2.85                |
| Миранда и Стиви намират за трудно да дружат с новата сервитьорка Тамара. Миранда е принудена да преодолее проблемите си с голотата след един урок по рисуване и след съблекалните на басейна. Клайв се изпуска пред другите, че Гари и Тамара са женени, което кара Миранда и Гари да се скарат. В това време Пени си купува мобилен телефон и има трудности с четенето на съобщенията си. |   |                                              |             |              |                  |                  |                     |
| 10 | 5 | "Just Act Normal (Прави се на нормална)"     | Джулиет Мей | Миранда Харт | 13 декември 2010 | 13 декември 2010 | 3.19                |
| Миранда и Пени са на терапевтична сесия след малък инцидент в парка, където полицията се намесва, защото си мислят, че Миранда се опитва да отвлече клас от деца и тя забравя да плати за двадесет и деветте сладоледа. Техният терапевт – Антъни, не говори почти през цялото време, което кара Миранда и майка ѝ да се държат неуместно. Те се опитват да бъдат нормални, но не с особено голям успех.                                                                                             |   |                                              |             |              |                  |                  |                     |
| 11 | 6 | "The Perfect Christmas (Перфектната Коледа)" | Джулиет Мей | Миранда Харт | 20 декември 2010 | 20 декември 2010 | 4.70                |
| Подаръците, които Миранда е поръчала онлайн, не са пристигнали и тя иска да се отърве от Коледада с майка си и баща си. След като при доктора, тя се погрижва подаръците ѝ да бъдат доставени и се оправя отношенията си с Гари. Миранда и Стиви решват да прекарат Коледа в апартамента ѝ с Клайв, Гари и Тили. Но след няколко спора Миранда решава да прекара Коледа с родителите си. Забележка: Това е последното появяване на Клайв. Той не се появява в трети сезон, където само е споменаван. |   |                                              |             |              |                  |                  |                     |

### Сезон 3 (2012-13)
| № | # | Заглавие                                   | Режисура    | Сценарий     | Първо излъчване  | Първо излъчване  | Рейтинг (в милиони) |
| --- | - | ------------------------------------------ | ----------- | ------------ | ---------------- | ---------------- | ------------------- |
| 13 | 1 | "It Was Panning (Беше само панорама)"      | Джулиет Мей | Миранда Харт | 26 декември 2012 | 26 декември 2012 | 11.55               |
| Миранда и Гари се съгласяват да бъдат само приятели, но това и за двамата се оказва трудна задача. Магазинът за шеги на Миранда вече не работи, затова след като е вдъхновена от Стиви и Тили, Миранда си намира работа в офис. Пени се опитва да помогне на Миранда да си оправи живота, кара дъщеря си да се присъедини към клас за дебели, след като я показват по телевизията в предаване за пълнотата. По-късно Миранда научава от репортера Майк, че камерата само е правила панорамни гледки. Тя и Стиви решават отново да бъдат бизнес-партньори и отново отварят магазина.      |   |                                            |             |              |                  |                  |                     |
| 14 | 2 | "What a Surprise (Каква изненада)"         | Джулиет Мей | Миранда Харт | 1 януари 2013    | 1 януари 2013    | 10.47               |
| Миранда решава да си намери гадже, след като Гари излиза с Роуз. Запознава се с Майк – местният четец на новините в нощен клуб, където той я кани на среща. Срещата не минава по най-добрия начин. Пени се кандидатира за позиция в местния съвет, а Тили ѝ помага с кампанията. След като Миранда арестувана затова, че се преструва на полицайка, майка ѝ ѝ помага, за да може да отиде на втората среща. |   |                                            |             |              |                  |                  |                     |
| 15 | 3 | "The Dinner Party (Вечерното парти)"       | Джулиет Мей | Миранда Харт | 7 януари 2013    | 7 януари 2013    | 8.84                |
| Миранда се опитва да докаже, че може да се държи зряло и предлага да наглежда малко дете. Когато си наранява гърба в тунел в центъра за забавления, Миранда посещава лекаря, но се излага пред него като изпуска газ. Майк ѝ казва, че иска да я запознае с баща си и тя предлага да организира вечерно парти. Бащата на Майк се оказва лекарят, при който Миранда бе посетила същия ден, но той не се разбира добре с Пени. По-късно Гари къса с Роуз, докато Майк признава на Миранда, че е влюбен в нея.                                                                              |   |                                            |             |              |                  |                  |                     |
| 16 | 4 | "Je Regret Nothing (За нищо не съжалявам)" | Джулиет Мей | Миранда Харт | 14 януари 2013   | 14 януари 2013   | 8.88                |
| Миранда прекарва пет дена в апартамента, грижейки се за майка си. Когато намира първия си бял косъм, Миранда се тревожи, че не е направила нищо в живтоа си и решава да прави каквото иска, без да съжалява за нищо. Прави си списък, но преди да може да започне да прави коя да е от дейностите в него, тя се разболява. Първоначално Миранда получава грижи от Майка си и приятелите си, но когато започва да се възстановява, тя се прави на болна, за да възползва от щедростта им. Пени, Тили, Стиви и Гари хващат Миранда, докато пее и танцува, но след това и те се разболяват. |   |                                            |             |              |                  |                  |                     |
| 17 | 5 | "Three Little Words (Три малки думи)"      | Джулиет Мей | Миранда Харт | 21 януари 2013   | 21 януари 2013   | 8.44                |
| След като купува ресторанта, Гари се подготвя за отварянето му. Пени се опитва да накара Реймънд Бланк да отиде на вечерята ѝ в тенис клуба. Когато Миранда разбира, че е влюбена в Гари, Стиви ѝ казва, че трябва да напусне Майк. Миранда го намира за трудно да каже на Гари как се чувства, докато Майк ѝ казва, че са му предложили работа и къса с Миранда. По време на караница с Гари, Миранда му разкрива чувствата си. Гари Барлоу идва в отварянето на ресторанта и Миранда го целува, за да дразни Стиви.                                                                    |   |                                            |             |              |                  |                  |                     |
| 18 | 6 | "A Brief Encounter (Дилемата)"             | Джулиет Мей | Миранда Харт | 28 януари 2013   | 28 януари 2013   | 8.70                |
| Пени обявява, че с Чарлз ще си подновяват клетвите, докато Тили представя на всички новото си гадже – Чарли. Миранда се опитва да преодолее Гари и решава да отиде в Мароко. Първоначално отсяда в местния хотел, после я спират на летището, защото в куфара ѝ намират котка. Миранда обявява апартамента си за проден и решава да отиде в Уик. Гари отива на гарата, за да спре Миранда и ѝ казва какво чувства. Майк се връща и двамата с Гари ѝ предлагат да се омъжи. |   |                                            |             |              |                  |                  |                     |